# Bonwapitse
Bonwapitse è un villaggio del Botswana situato nel distretto Centrale, sottodistretto di Mahalapye. Il villaggio, secondo il censimento del 2011, conta 635 abitanti.

## Località
Nel territorio del villaggio sono presenti le seguenti 1 località:
- Bonwapitse 1 Lands di 53 abitanti